# Crassula foveata
Crassula foveata (лат.) — вид растений рода Толстянка (Crassula) семейства Толстянковые (Crassulaceae), естественно произрастающий на территории Капской провинции Южно-Африканской Республики.

## Название
Родовое латинское название Crassula происходит от латинского слова crassus, — «толстый», в основном из-за присутствия у растений этого рода сочных листьев.
Видовой латинский эпитет foveatus (-a, -um) означает «имеющий ямчатую поверхность».

## Ботаническое описание
Растения, формирующие маты, характеризуются диаметром до 14 см и высотой 18 см в период цветения. Корни мочковатые, ветви короткие и травянистые, с длиной 2–4 см, голыми, диаметром 1–3 мм и зелеными, которые под воздействием солнечного света приобретают красноватый оттенок. Листья располагаются в рыхлых розетках, сжатых в дорзивентральном направлении, при полном раскрытии они приобретают практически шиловидную форму. Листья сидячие, крестовидные, разнообразной формы — от линейно-ланцетных до треугольно-ланцетных, острые, остроконечные, слегка изогнутые, размером 1,2 - 4,4 х 3,7 см, редко с реснитчатыми краями. Верхняя сторона листьев трубчатая, а нижняя выпуклая и зеленая, переходящая в красноватую, покрытую пурпурными гидатодами, создающими пятнистый вид. 
Соцветие представляет собой заметный тирс с округлой до плоской вершиной, высотой до 18 см и диаметром 2,5—5 см, с несколькими дичасиями. В течение дня оно излучает сладкий аромат; цветонос обит полупрозрачными, изогнутыми волосками, плавно переходящими от листьев к прицветникам, окрашенным в красноватый цвет. Прицветники восходящие, раскидистые, с редко реснитчатыми краями. Цветки имеют диаметр до 4 мм, окраска варьирует от белого до бледно-розового; чашелистики треугольные размером 1,5 х 0,8 мм, с толстыми волосками на верхушке. Венчик трубчатый, лепестки раскидистые, от продолговато-яйцевидных до яйцевидно-ланцетных, длиной до 2 мм, острые, с желтоватыми пыльниками. Время цветения: с лета до начала осени.

## Распространение и экология
Распространен в Южной Африке (Восточный Кейп, Colleywobbles). Встречается на сланцевых скалах и крутых обнажениях, где почва неглубокая, а среда обитания характеризуется наличием листовой подстилки. Часто обнаруживается в тени на высоте 300-400 метров.
Преимущественно растёт на сланцевых скалах, часто предпочитая тени скал.

## Таксономия
Crassula foveata van Jaarsv., первое упоминание в Bothalia 33: 116 (2003).